# Teddy Bear
 (juin 2023).
La mise en forme du texte ne suit pas les recommandations de Wikipédia : il faut le « wikifier ».
Les points d'amélioration suivants sont les cas les plus fréquents. Le détail des points à revoir est peut-être précisé sur la page de discussion.
- Les titres sont pré-formatés par le logiciel. Ils ne sont ni en capitales, ni en gras.
- Le texte ne doit pas être écrit en capitales (les noms de famille non plus), ni en gras, ni en italique, ni en « petit »…
- Le gras n'est utilisé que pour surligner le titre de l'article dans l'introduction, une seule fois.
- L'italique est rarement utilisé : mots en langue étrangère, titres d'œuvres, noms de bateaux, etc.
- Les citations ne sont pas en italique mais en corps de texte normal. Elles sont entourées par des guillemets français : « et ».
- Les listes à puces sont à éviter, des paragraphes rédigés étant largement préférés. Les tableaux sont à réserver à la présentation de données structurées (résultats, etc.).
- Les appels de note de bas de page (petits chiffres en exposant, introduits par l'outil «  Source ») sont à placer entre la fin de phrase et le point final[comme ça].
- Les liens internes (vers d'autres articles de Wikipédia) sont à choisir avec parcimonie. Créez des liens vers des articles approfondissant le sujet. Les termes génériques sans rapport avec le sujet sont à éviter, ainsi que les répétitions de liens vers un même terme.
- Les liens externes sont à placer uniquement dans une section « Liens externes », à la fin de l'article. Ces liens sont à choisir avec parcimonie suivant les règles définies. Si un lien sert de source à l'article, son insertion dans le texte est à faire par les notes de bas de page.
- La présentation des références doit suivre les conventions bibliographiques. Il est recommandé d'utiliser les modèles {{Ouvrage}}, {{Chapitre}}, {{Article}}, {{Lien web}} et/ou {{Bibliographie}}. Le mode d'édition visuel peut mettre en forme automatiquement les références.
- Insérer une infobox (cadre d'informations à droite) n'est pas obligatoire pour parachever la mise en page.

Pour une aide détaillée, merci de consulter Aide:Wikification.
Si vous pensez que ces points ont été résolus, vous pouvez retirer ce bandeau et améliorer la mise en forme d'un autre article.
Pour la chanson d'Elvis Presley, voir Teddy Bear (chanson).
Pour les articles homonymes, voir Teddy bear.
Albums de STAYC
We Need Love
(2022)
Singles
1. Poppy (Korean ver.)
Sortie : 3 février 2023
2. Teddy Bear
Sortie : 14 février 2023

Teddy Bear est le quatrième single du groupe féminin sud-coréen STAYC. Il est sorti  le 14 février 2023 par High Up Entertainment et contient deux titres, dont le premier single du même nom.

## Contexte de sortie
Le 18 janvier 2023, High Up Entertainment a communiqué que STAYC sortirait un album courant février. Le 31 janvier, il a été annoncé que STAYC sortirait son quatrième album intitulé Teddy Bear le 14 février. Le 1er février, le calendrier promotionnel fut publié. Le 3 février, la version coréenne du single japonais " Poppy ", a été pré-publiée avec un clip vidéo de performance des filles. Les teasers du clip vidéo de  "Teddy Bear" sont sortis les 5 et le 12 février,. L'album  est finalement sorti avec le clip vidéo de "Teddy Bear" le 14 février.

## Composition
Teddy Bear se compose de deux pistes. La première est le single " Teddy Bear " qui a été décrit comme une chanson pop punk avec des paroles qui "véhicule un message positif, et qui donne de l'espoir et du réconfort". Le deuxième morceau "Poppy" a été décrit comme une chanson pop "excentrique" avec "un refrain addictif et une ambiance charmante mais volontairement kitsch",.

## Résultats commerciaux
Teddy Bear a fait ses débuts au numéro 1 du Circle Album Chart de Corée du Sud dans l'édition du 12 au 18 février 2023.

## Promotion
À la suite de la sortie de Teddy Bear, le 14 février 2023, STAYC a organisé un live pour présenter l'album et communiquer avec ses fans.

## Liste des pistes
| Liste des chansons de l'album Teddy Bear | Liste des chansons de l'album Teddy Bear | Liste des chansons de l'album Teddy Bear | Liste des chansons de l'album Teddy Bear | Liste des chansons de l'album Teddy Bear | Liste des chansons de l'album Teddy Bear | Liste des chansons de l'album Teddy Bear | Liste des chansons de l'album Teddy Bear | Liste des chansons de l'album Teddy Bear | Liste des chansons de l'album Teddy Bear |
| No                                       | Titre                                    | Arrangement                              | Durée                                    |                                          |                                          |                                          |                                          |                                          |                                          |
| ---------------------------------------- | ---------------------------------------- | ---------------------------------------- | ---------------------------------------- | ---------------------------------------- | ---------------------------------------- | ---------------------------------------- | ---------------------------------------- | ---------------------------------------- | ---------------------------------------- |
| 1.                                       | Teddy Bear                               | - Rado - Flyt                            | 3:09                                     |                                          |                                          |                                          |                                          |                                          |                                          |
| 2.                                       | Poppy (Korean ver.)                      | - Rado - Flyt                            | 2:58                                     |                                          |                                          |                                          |                                          |                                          |                                          |
| 6:07                                     |                                          |                                          |                                          |                                          |                                          |                                          |                                          |                                          |                                          |

| Classement (2023)            | Meilleur place |
| ---------------------------- | -------------- |
| South Korean Albums (Circle) | 1              |

| Classement (2023)            | Meilleur place |
| ---------------------------- | -------------- |
| South Korean Albums (Circle) | 6              |

## Chiffre de Ventes
| Région       | Ventes  |
| ------------ | ------- |
| Corée du Sud | 350 738 |

## Historique des versions
| Région       | Date            | Format                | Label             |
| ------------ | --------------- | --------------------- | ----------------- |
| Corée du Sud | 14 février 2023 | CD                    | - High Up - Kakao |
| Divers       | 14 février 2023 | - Digital - streaming | - High Up - Kakao |